# Ascan Wilhelm Lutteroth

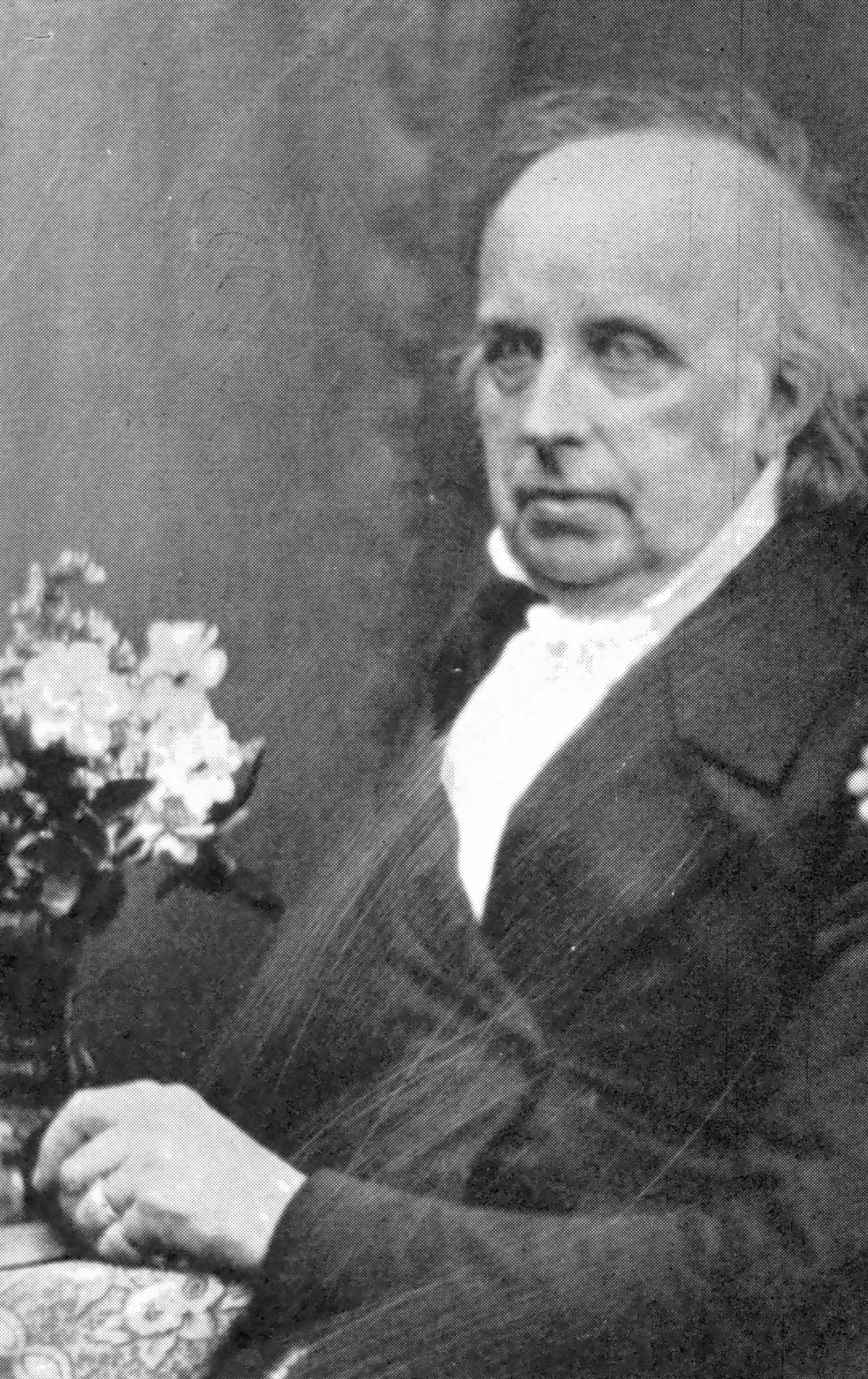
Lutterroth, um 1847. Daguerreotypie von Hermann Biow (Ausschnitt)

Ascan Wilhelm Lutteroth (* 23. September 1783 in Mühlhausen/Thüringen; † 20. Dezember 1867 in Hamburg) war ein Kaufmann und Hamburgischer Senator und Bürgermeister.

## Leben
Lutteroth entstammte einer wohlhabenden Familie von Tuchhändlern und wuchs in Mühlhausen auf. Er besuchte später eine Handelsschule in Magdeburg, bevor er eine Lehre im väterlichen Handelshaus in Mühlhausen absolvierte. Anschließend war er zwei Jahre Volontär in einem Lausanner Handelshaus und bereiste die umliegenden Regionen. 1804 trat er erneut in die väterliche Firma ein. Die wirtschaftliche Lage war in Mühlhausen nicht sehr günstig, durch den Reichsdeputationshauptschluss 1803 hatte Mühlhausen seinen Status als freie Reichsstadt endgültig verloren und wurde Preußen angegliedert, außerdem behinderte ab Herbst 1806 die Kontinentalsperre die Geschäfte. Lutteroth verließ Mülhausen und ließ sich nach einiger Suche in Königsberg nieder, um von dort unter Umgehung der Kontinentalsperre mit sehr lukrativem Warenschmuggel zu beginnen. Lutteroth baute dabei ein umfangreiches Netz an Handelsbeziehungen auf. Als Königsberg und Ostpreußen von französischen Truppen besetzt wurde, verlegte Lutteroth seinen Standort nach St. Petersburg.
Nach dem Krieg ließ er sich in Hamburg nieder und gründete 1815 das Bank- und Handelshaus Lutteroth & Co., das in den folgenden Jahren zu einem der führenden Häuser Hamburgs wurde. Lutteroth machte weiterhin erfolgreiche Geschäfte und er konnte sein beträchtliches Vermögen, das er während der Zeit der Kontinentalsperre erworben hatte, vergrößern. Mit dieser finanziellen Sicherung wendete er sich der Politik zu. Er wirkte zunächst einige Jahre in der Commerzdeputation und amtierte von Juni 1833 bis Juni 1834 dort als Präses.

## Senat
Am 9. März 1835 wurde Lutteroth durch Kooptation in den Hamburger Rat gewählt. Dort bewährte er sich nach einiger Zeit durch erfolgreiche diplomatische Missionen. Beispielsweise handelte er 1839 ein für Hamburg vorteilhaftes Abkommen mit Preußen aus,
in dem der Hamburger Handel mit Preußen unter die gleichen Bedingungen gestellt wurde, wie Preußens Handel mit dem Königreich der Niederlande. 1848 war er kurzzeitig hamburgischer Gesandter im Bundestag des Deutschen Bundes; er war der einzige Kaufmann, der diesem Gremium jemals angehörte. Noch im selben Jahr wurde er in die Hamburger Konstituante gewählt, als deren Vizepräsident er zeitweilig wirkte. Im darauffolgenden Jahr wurde Lutteroth neben Heinrich Geffcken von Seiten des Rates in die sogenannte Neuner Kommission gewählt, welche die Hamburgische Verfassung überarbeiten sollte und maßgeblich die Wahlgesetze von 1859 formulierte. Auch wenn die Reform erstmal scheiterte, arbeitete Lutteroth auch in den folgenden Jahren im Stillen an der Umsetzung dieser Reform. Von der Erbgesessenen Bürgerschaft wurde Lutteroth 1850 zum Vertreter Hamburgs in das Staatenhaus des Erfurter Unionsparlaments gewählt. In Hamburg wirkte er auch am Obergericht, bevor dieses 1860 vom Rat abgetrennt wurde. Nach zähem, fast zehnjährigem Ringen wurden die Verfassungsreformen durchgeführt, 1859 wurde die Reform der Bürgerschaft umgesetzt und erstmals eine Bürgerschaft gewählt und 1860 wurde der Rat zum Hamburger Senat reformiert.
Nach der Reform des Rates zum Senat wurde Lutteroth, auch als Dank für seine Reformtätigkeit für mehrere Jahre hintereinander, zum zweiten Bürgermeister gewählt. Das war die höchste Position innerhalb des Hamburger Senates, die ein Kaufmann erlangen konnte. Dieses Amt des stellvertretenden Bürgermeisters war üblicherweise einem Juristen vorbehalten; dass Lutteroth dieses Amt mehrmals bekleidete, lässt erkennen, welches hohe Ansehen Lutteroth in Hamburg genoss. In den folgenden knapp 60 Jahren sollte diese Ehre zwei weiteren kaufmännischen Senatoren zuteilwerden: Max Theodor Hayn 1887 und William Henry O’Swald 1908 und 1909. Lutteroth verstarb im Amt, zu seinem Nachfolger wurde Charles Ami de Chapeaurouge gewählt.

## Familie

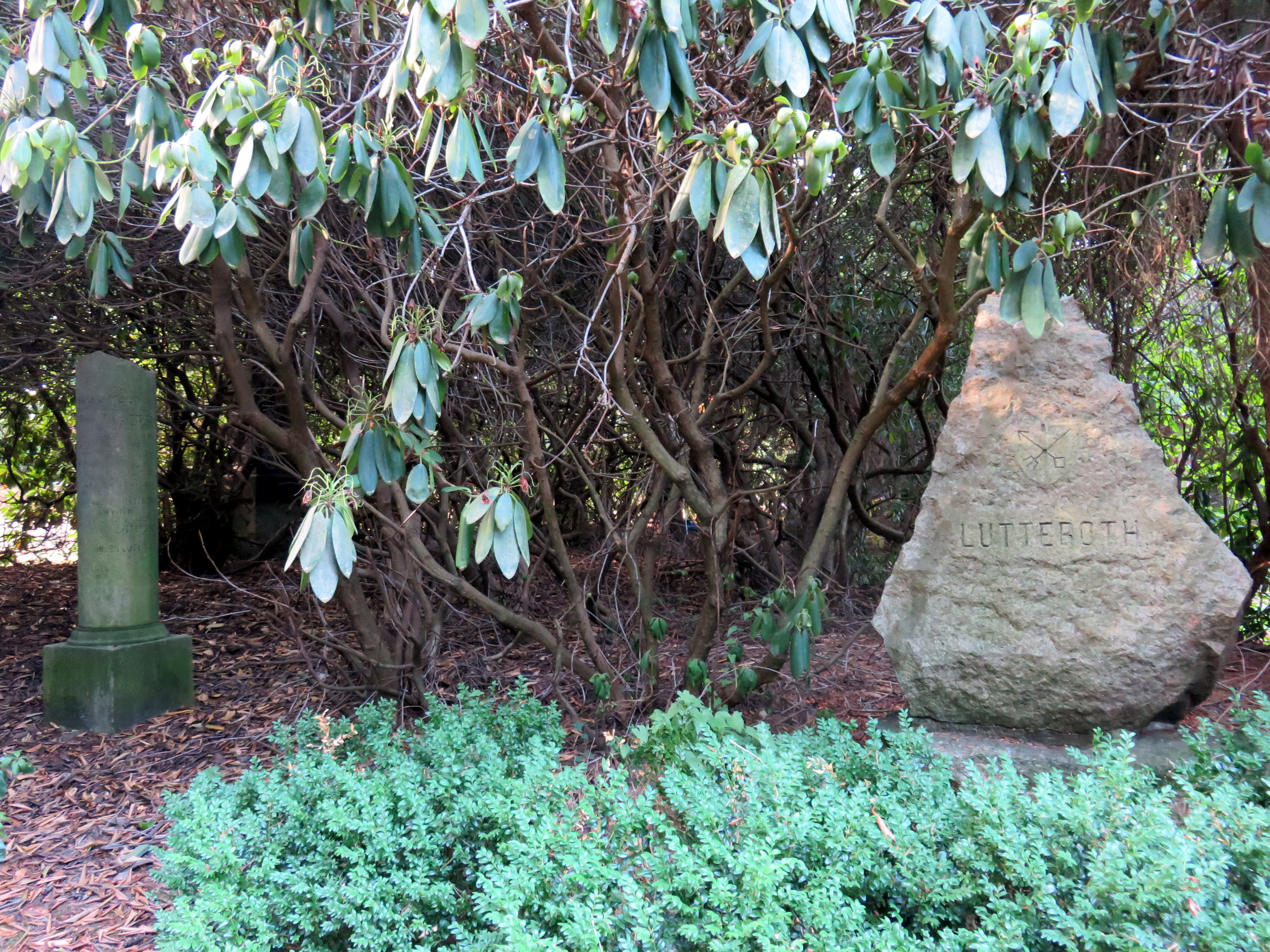
Ascan Wilh. Lutteroth auf der linken Säule (ganz oben), Familiengrabstätte auf dem Friedhof Ohlsdorf

Lutteroth war seit 1808 mit Juliane Friederike Charlotte, geb. von Legat (* 13. Mai 1786 in Magdeburg; † 6. Januar 1872 in Hamburg) verheiratet. Da es später weitere Namensträger mit demselben Namen gab, führte er teilweise den Namen Lutteroth-Legat. Einer der Söhne des Paares war der Jurist, Gutsbesitzer und Politiker Christian Lutteroth (* 7. November 1822 in Hamburg; † 1. September 1896 ebenda). Der Enkel Ascan Lutteroth war ein bekannter Landschaftsmaler; dessen Schwester Anna Lutteroth war mit dem Zoologen Theodor Eimer verheiratet. Sein Urenkel, ein Neffe des Landschaftsmalers, war der Hamburger Landgerichtsdirektor und Genealoge Ascan Wilhelm Lutteroth.
Auf dem Hamburger Friedhof Ohlsdorf befindet sich bei Planquadrat S 25 am Beginn der Talstraße die Familiengrabstätte Lutteroth. Der zentrale Granit-Felsen wird flankiert von zwei Säulen vom ehemaligen Standort St. Johannis-Begräbnisplatz, auf der linken Säule steht ganz oben Senator Ascan Wilh. Lutteroth.

## Ehrungen
Die Lutterothstraße in Hamburg-Eimsbüttel trägt seit 1906 ihm zu Ehren seinen Namen, diese war Namensgeber für den U-Bahnhof Lutterothstraße. In der Geburtsstadt Mühlhausen in Thüringen existiert ebenfalls eine Lutterothstraße.